# اولاوی ریسانن
اولاوی ریسانن (فنلاندی: Olavi Rissanen؛ زادهٔ ۲۶ مارس ۱۹۴۷) بازیکن فوتبال اهل فنلاند بود.
از باشگاه‌هایی که در آن بازی کرده‌است می‌توان به باشگاه فوتبال کوپیون پالوسئورا اشاره کرد.
وی همچنین در تیم ملی فوتبال فنلاند بازی کرده‌است.